# Xayoo Industries
Xayoo Industries – polska grupa streamerów i influencerów internetowych, założona przez Marcina Majkuta, znanego pod pseudonimem Xayoo_ . Grupa powstała jako kolektyw twórców treści skupionych wokół platformy Twitch, specjalizujących się głównie w transmisjach na żywo z gier komputerowych, takich jak League of Legends czy inne tytuły multiplayer. Xayoo Industries zyskała popularność dzięki humorystycznym i interaktywnym streamom, kolaboracjom oraz rekordowym osiągnięciom w polskim internecie, takim jak bicie rekordów oglądalności na Twitchu. Grupa była aktywna przede wszystkim w latach 2018–2023, po czym przeszła przez liczne kontrowersje i zmiany w składzie, co doprowadziło do jej częściowego rozpadu. Mimo to, członkowie grupy kontynuują indywidualne kariery w branży streamingowej i e-sportowej.

## Historia

### Początki i rozwój (2018–2020)
Xayoo Industries wywodzi się z działalności Marcina Majkuta, który rozpoczął karierę jako profesjonalny gracz e-sportowy w League of Legends. Majkut, urodzony 4 lipca 1997 roku w Warszawie, grał w drużynach takich jak Kiedyś Miałem Fun, gdzie pełnił rolę mid lanera. Po zakończeniu kariery e-sportowej w 2018 roku, skupił się na streamingu, zakładając grupę Xayoo Industries jako grupę dobrych znajomych grających w gry i siedzących na discordzie. Xayoo Industries początkowo skupiała się na transmisjach z gier, streamach grupowych i interakcjach z widzami, co szybko przyciągnęło dużą publiczność.
W 2019 roku grupa zyskała na popularności dzięki udziałowi w wydarzeniach takich jak Fame MMA, gdzie Xayoo występował jako członek Loży Szyderców. W tym okresie do grupy dołączyli kluczowi członkowie, tacy jak Popo, Vysotzky i LukiSteve, co pozwoliło na rozszerzenie treści o kolaboracje IRL (jak np legendarny stream z odwiezienia drakula na mature)  i turnieje gamingowe. W sierpniu 2021 roku Xayoo pobił rekord polskiego Twitcha, osiągając blisko 200 tysięcy widzów podczas powrotu po przerwie, co umocniło pozycję grupy jako jednej z czołowych w polskim internecie. Grupa współpracowała z markami takimi jak SteelSeries, tworząc limitowane edycje sprzętu z wizerunkami członków.

### Szczyt popularności i kolaboracje (2021–2022)
W latach 2021–2022 Xayoo Industries osiągnęła szczytową formę, organizując eventy takie jak Xayoo Cup – turniej League of Legends z udziałem polskich streamerów. Grupa liczyła wówczas około 10 członków, w tym Popo, Vysotzkiego, Młodziutkiego7,LukiegoSteve, MatiXoxo, MokregoSuchara oraz nadal będącymi w ekipie Japczana, Holaka i Dejvida. Treści grupy ewoluowały, obejmując nie tylko gaming, ale także rap (Xayoo występował jako Zeju POG) i freak fighty. 
Grupa była znana z luźnej, humorystycznej atmosfery, co przyciągało młodą publiczność. W 2022 roku Xayoo Industries brała udział w licznych dramach internetowych, co paradoksalnie zwiększało ich widoczność. Na przykład, w czerwcu 2022 roku Holak opuścił grupę po oskarżeniach o manipulacje i kłamstwa wewnątrz zespołu, co wywołało publiczną debatę na temat jedności grupy.

### Kontrowersje i rozpad (2022–2025)
Okres po 2022 roku był naznaczony licznymi kontrowersjami. W czerwcu 2022 roku Holak publicznie zarzucił reszcie grupy masę kłamstw i manipulacji, opisując wewnętrzne konflikty z własnej perspektywy. W odpowiedzi inni członkowie, w tym Japczan, przyznali, że relacje w grupie były napięte, a Japczan stracił wizerunkowo po oskarżeniach o podcinanie skrzydeł innym. W podobnym okresie Japczan został zbanowany na platformie Twitch po mocnych słowach co do innego streamere Multiego, co dodatkowo osłabiło grupę.
W 2023 roku grupa zaczęła się rozpadać, mimo dalej bardzo mocnej pozycji na polskim twitchu, oraz wysokich wynikach kazdego z wtedy jeszcze będącego w grupie np na speadrunach w minecrafcie. W źródłach z 2024–2025 mowa jest o "nieistniejącej już grupie". Kontrowersje kulminowały w 2025 roku, gdy w marcu 2025 roku pojawiły się materiały o "upadku legendy Twitcha", analizujące afery wokół Xayoo.
Do 2025 roku większość członków działa indywidualnie, choć nawiązania do Xayoo Industries pojawiają się w ich treściach. Grupa pozostawiła trwały ślad w polskim streamingu, inspirując nowe kolektywy.

## Wpływ kulturowy
Xayoo Industries przyczyniła się do popularyzacji streamingu w Polsce, bijąc rekordy i tworząc memy. Grupa jest tematem quizów i materiałów fanowskich, jak te na JetPunk, gdzie członkowie osiągają wysokie wyniki rozpoznawalności. W 2025 roku, mimo rozpadu, legacy grupy trwa w indywidualnych karierach członków. Grupa ta wpłynęła na polską scenę streamingową, inspirując nowe pokolenia widzów i twórców.